# 让-路易·加西
让-路易·加西（法語：Jean-Louis Gassée，1944年3月24日—），法国巴黎人。苹果公司前任高级管理人员，1981 年至 1990 年间任职该公司。离任后创建Be公司，开发出BeOS。公司被收购后，任职于PalmSource。

## 生平
讓-路易·加西在加入蘋果前是在惠普工作。加入蘋果後，曾任法國分公司主管，後獲提拔為開發主管。加西任內不斷取消低端產品，並不斷提高售價走高端路線。然而隨著蘋果產品的銷售下滑，加西的政策開始引起質疑，最終於 1990 年被迫離職。
1985 年乔布斯被挤出苹果时，他接管了 Mac 部门。